# 四辻季継
四辻 季継（よつつじ すえつぐ）は、安土桃山時代から江戸時代前期にかけての公卿。権大納言・四辻公遠の次男。官位は正二位・権大納言。四辻家14代当主。

## 来歴
天正13年（1585年）叙爵。天正16年（1588年）12月元服し、山科言経が勅勘を蒙り出奔したことにより当時絶家となっていた山科家を相続、名を教遠と改め侍従に任官する。しかし、天正19年（1591年）に四辻家の嫡子だった兄の季満（後の鷲尾隆尚）もまた勅勘を蒙り出奔したため、実家の四辻家に戻って文禄3年（1594年）に名を季継に改めた。このため高倉家を再興していた弟の範遠（後の猪熊教利）が代わりに山科家に入って名を教利と改め、高倉家の方は弟の嗣良が継承して家名を藪と改めている。この一連の相続に関しては、後に山科言経が復権して教遠と教利の山科家相続の事実を記録から抹消したこと、加えてその教利が猪熊事件で処刑されたため関係諸家がその事実を憚って彼に関する記録の多くを抹消したことで、後世において季継と教利の来歴が混同され、その結果諸系譜や事典類の中にも季継が高倉家を相続したなどの誤った記載がなされることになった。
慶長14年（1609年）正四位下、慶長17年（1612年）参議、慶長18年（1613年）従三位。
元和5年（1619年）2代将軍徳川秀忠の五女和子の後水尾天皇への入内が準備されている最中に、妹の与津子がこの前年に天皇の皇子（賀茂宮）を産み、さらに皇女（文智女王）を産んでいたことが幕府の知るところとなり、これで兄の季継と弟の嗣良と共に豊後国に配流となった（およつ御寮人事件）。翌年、大赦により復帰。元和10年（1624年）正二位、寛永3年（1626年）権大納言。
寛永16年（1639年）5月20日、薨去。享年59。

## 系譜
- 父：四辻公遠（1540-1595）
- 母：不詳
- 養父：鷲尾隆尚（四辻季満）
- 妻：不詳
  - 男子：四辻公理
  - 男子：本誓寺宣継 - 本誓寺宣英の養子
  - 女子：四辻継子（?-1657） - 後水尾天皇典侍
  - 女子：大納言典侍（?-1685）